# Kottekaktus
Kottekaktus (Pelecyphora strobiliformis) är en suckulent växt inom gråsuggekaktussläktet och familjen kaktusväxter. 

## Systematik
Kottekaktusen beskrevs 1927 av Erich Werdermann som Ariocarpus strobiliformis. 1929 flyttade Alwin Berger arten till ett helt eget släkte och fick då namnet Encephalocarpus strobiliformis. I slutet av april 1935 blev arten återigen beskriven av Kurt G. Kreuzinger, denna gång med namnet Pelecyphora strobiliformis. En beskrivning med det namnet fanns redan av Alberto Frič och Ernst Schelle, men den blev aldrig giltig.